# 11 юли
11 юли е 192-рият ден в годината според григорианския календар (193-ти през високосна). Остават 173 дни до края на годината.

## Събития
- 1346 г. – Карл IV е избран за император на Свещената Римска империя.
- 1733 г. – Осветена е катедралата в Санкт Петербург, известна като Петропавловски събор – най-високата сграда в града (122,5 м).
- 1829 г. – Руско-турска война (1828–1829): Руски отряди овладяват Месемврия (днес Несебър) и Анхиало (днес Поморие).
- 1859 г. – Приключва Австро-итало-френската война с победа за Франция и Сардиния.
- 1884 г. – Съставено е Правителство на България, начело с Петко Каравелов.
- 1919 г. – В Холандия е въведен 8-часов работен ден.
- 1921 г. – След активната намеса на Червената армия Монголия става независима от Китай, като се създава Народна Република Монголия.
- 1922 г. – Официално е открит амфитеатъра Холивуд Боул в Лос Анджелис.
- 1940 г. – Румъния е изключена от Лигата на нациите заради сътрудничеството ѝ с Хитлеристка Германия.
- 1950 г. – Пакистан се присъединява към Международния валутен фонд (МВФ) и Световната банка.
- 1960 г. – Публикуван е романът Да убиеш присмехулник на американската писателка Харпър Ли, в който става дума за расовата несправедливост.
- 1971 г. – Състои се премиерата на рок операта Исус Христос суперзвезда от Андрю Лойд Уебър.
- 1979 г. – Първата американска космическа станция Скайлаб се разпада планувано над Индийския океан при завръщането си на Земята.
- 1983 г. – Самолетът при полет 173 на TAME се разбива в хълм по време на подход към международното летище „Марискал Ламар“, Куенка, Еквадор и убива всички 119 души на борда.
- 1987 г. – Според Организацията на обединените нации населението на Земята преминава границата от 5 000 000 000 (5 милиарда).
- 1991 г. – Самолетът при полет 2120 на „Найджерия Еъруейс“ се запалва при излитане и при опит да се върне на пистата се разбива и избухва. Умират всички 261 пътници и екипаж на борда.
- 1995 г. – САЩ и Виетнам възстановяват дипломатическите си отношения.
- 1995 г. – Над 8000 босненски възрастни и деца (всички бошняци) са избити край Сребреница от сръбски военни сили, командвани от Ратко Младич, което става непосредствен повод за започване на Операция Преднамерена сила срещу Република Сръбска.
- 2001 г. – Американската компания за моментни фотоапарати Полароид обявява банкрут, след като не успява да разработи цифров фотоапарат за моментни снимки и губи пазари.
- 2006 г. – Microsoft прекратява поддръжката на Windows 98 и Windows Me.
- 2006 г. – За период от 11 минути седем бомби избухват в жп влакове в предградията на Мумбай, Индия, при което са убити 209 души, а 700 са ранени.
- 2010 г. – Завършва Световното първенство по футбол 2010 в Южна Африка.

## Родени
- 1274 г. – Робърт I, крал на Шотландия († 1329 г.)
- 1657 г. – Фридрих I, крал на Прусия († 1713 г.)
- 1767 г. – Джон Куинси Адамс, 6-и президент на САЩ († 1848 г.)
- 1798 г. – Паоло Сави, италиански геолог и зоолог († 1871 г.)
- 1811 г. – Йохан Георг фон Хан, австрийски дипломат и учен († 1869 г.)
- 1854 г. – Джорджиана Баримор, американска актриса († 1893 г.)
- 1857 г. – Алфред Бине, френски психолог († 1911 г.)
- 1864 г. – Петър Дънов, български духовен водач († 1944 г.)
- 1891 г. – Пер Лагерквист, шведски писател, Нобелов лауреат през 1951 († 1974 г.)
- 1899 г. – Пьотър Павленко, съветски писател († 1951 г.)
- 1903 г. – Рудолф Абел, съветски офицер от разузнаването († 1971 г.)
- 1916 г. – Александър Прохоров, руски физик, Нобелов лауреат през 1964 г. († 2002 г.)
- 1920 г. – Юл Бринър, американски филмов и театрален актьор († 1985 г.)
- 1927 г. – Херберт Бломщед, шведско-американски диригент
- 1928 г. – Курт Клингер, австрийски писател († 2003 г.)
- 1934 г. – Джорджо Армани, италиански дизайнер
- 1939 г. – Марко Семов, български писател († 2007 г.)
- 1948 г. – Сергей Антонов, българин, обвинен в атентата срещу Йоан Павел II († 2007 г.)

- 1958 г. – Уго Санчес, мексикански футболист
- 1959 г. – Ричи Самбора, американски китарист
- 1959 г. – Тобиас Морети, австрийски актьор
- 1964 г. – Кирил Сакскобургготски, син на Симеон II
- 1964 г. – Хелмут Краусер, немски писател
- 1966 г. – Деби Дънинг, американска актриса
- 1969 г. – Ал Собранте, барабанист на групата Green Day
- 1974 г. – Андре Ойер, холандски футболист
- 1975 г. – Радостин Станев, български футболист
- 1975 г. – Рубен Бараха, испански футболист
- 1976 г. – Лил Ким, американска рап изпълнителка
- 1978 г. – Александър Захариев, български треньор
- 1979 г. – Ерик Абидал, френски футболист
- 1980 г. – Валентин Илиев, български футболист
- 1981 г. – Александра Фол, българска композиторка
- 1986 г. – Йоан Гуркюф, френски футболист
- 1988 г. – Лъчезар Балтанов, български футболист
- 1990 г. – Каролине Возняцки, датска тенисистка

## Починали
- 969 г. – Олга, княгиня на Киев (* 890 г.)
- 1593 г. – Джузепе Арчимболдо, италиански художник (* 1527 г.)
- 1833 г. – Яган, австралийски военачалник (* ок. 1795 г.)
- 1906 г. – Хайнрих Гелцер, немски историк (* 1847 г.)
- 1920 г. – Евгения, императрица на Франция (* 1826 г.)
- 1925 г. – Никола Габровски, български публицист и политик (* 1864 г.)
- 1937 г. – Джордж Гершуин, американски композитор (* 1898 г.)
- 1941 г. – Артър Евънс, британски археолог (* 1851 г.)
- 1942 г. – Борис Пожаров, български актьор (* 1866 г.)
- 1957 г. – Валтер Науш, австрийски футболист (* 1907 г.)
- 1971 г. – Педро Родригес, мексикански автомобилен състезател (* 1940)
- 1974 г. – Пер Лагерквист, шведски писател (* 1891)
- 1975 г. – Курт Пинтус, немски писател († 1886 г.)
- 1979 г. – Валтер Арнолд, германски скулптор (* 1909)
- 1985 г. – Васка Емануилова, българска скулпторка (* 1905 г.)
- 1989 г. – Лорънс Оливие, английски актьор и режисьор (* 1907 г.)
- 1994 г. – Савана, американска порноактриса (* 1970 г.)
- 2002 г. – Любомир Далчев, български художник и скулптор (* 1902 г.)
- 2004 г. – Лорънс Рокфелер, американски финансист и филантроп (* 1910 г.)
- 2007 г. – Лейди Бърд Джонсън, първа дама на САЩ (1963 – 1969) (* 1912 г.)
- 2008 г. – Майкъл Дебейки, американски кардиохирург (* 1908 г.)
- 2023 г. – Милан Кундера, чешко-френски писател (* 1929 г.)[1]

## Празници
- ООН – Световен ден на човечеството (препоръчан да се празнува от Фонда на ООН за населението (рус.) Архив на оригинала от 2007-07-10 в Wayback Machine. през 1989 г., по повод раждането на 5-милиардния жител на планетата на 11 юли 1987 г.)
- Ирландия – Ден на националната памет (в памет на загиналите за свобода на Ирландия, по повод края на Войната за независимост през 1921 г.)
- Китай – Национален ден на мореплаването (празнува се от 2005 г., по повод на 600-годишнината на първата експедиция на китайския мореплавател Джън Хъ)
- Монголия – Ден на революцията и независимостта (от Китай, 1921 г., национален празник)
- Фландрия – Годишнина от битката при Куртре (1302 г., начало на борбата за независимост от Франция, национален празник)